# سابور الأول

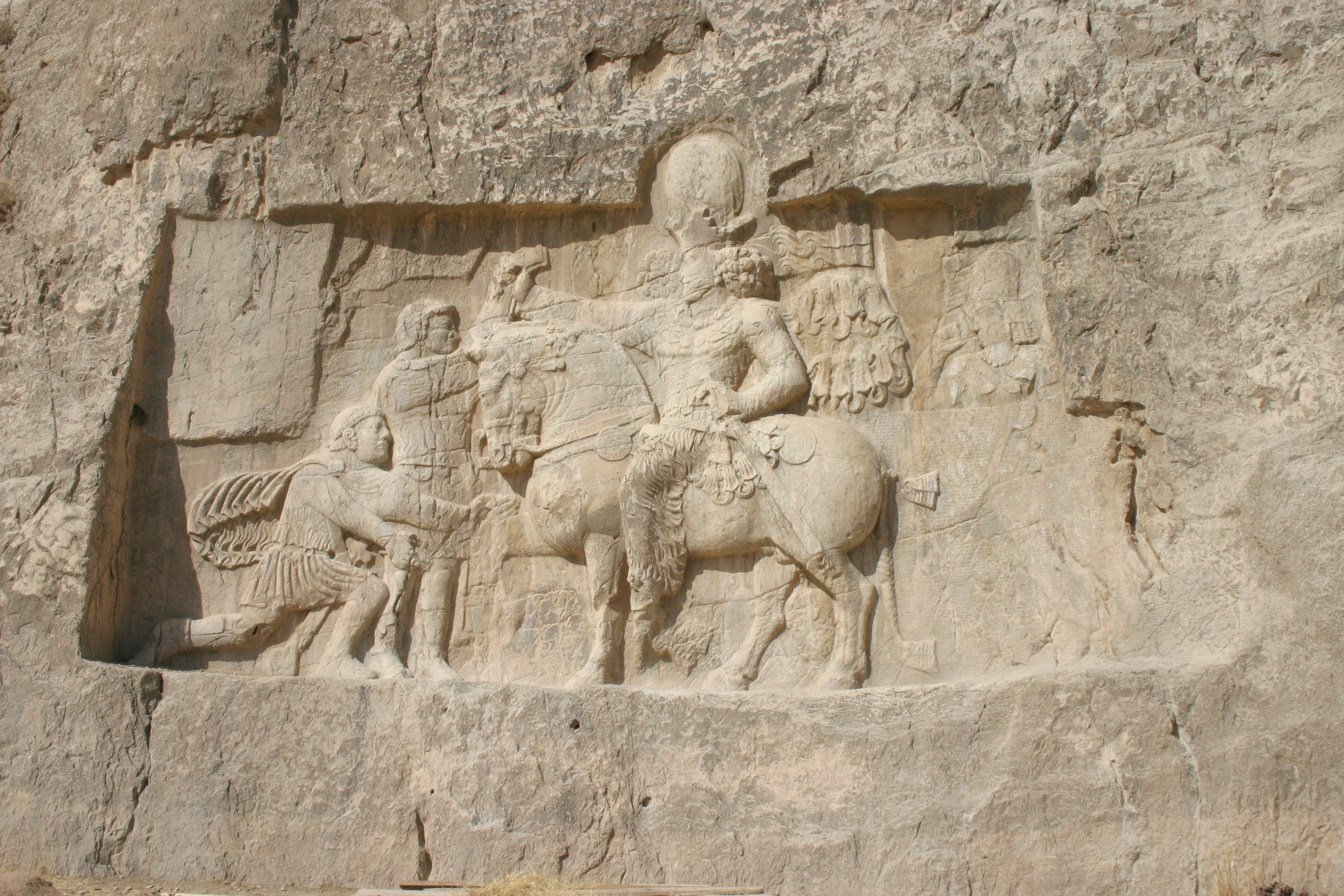
صورة يظهر فيها سابور فارساً والإمبراطور جاث أمامه وهى في النقوش التي تعرف في إيران اليوم باسم نقش رستم.

شابور بن أردشير أو شابور الأوّل (بالبهلوية:𐭱𐭧𐭯𐭥𐭧𐭥𐭩) كان ملكاً ساسانياً في إيران وحارب الرومان مرتين: الأولى انتهت سنة 244 م بعد أن هزم شابور وعبرت جيوش الروم الفرات، وقاربت المدائن. و الثانية كانت بعد أربع عشرة سنة من الأولى وفيها أسر شابور الأمبراطور فاليريان فبقى في الأسر حتى مات.
و يسمى في الأخبار الطوال أليريانوس ويوصف بأنه خليفة صاحب الروم، والطبري يقول عن سابور:« وأنه حاصر ملكاً كان بالروم يقال له أليرنانوس بمدينة أنطاكية فأسره».